# Rivière d'Étel
Pour les articles homonymes, voir Étel (homonymie).
La rivière d'Étel ou ria d'Étel (en breton Stêr an Intel) est un fleuve côtier du Morbihan (France), qui coule dans un aber (ou ria), c'est-à-dire que sa vallée profonde est envahie par la mer à marée montante. Elle constitue une baie parsemée d'îlots, dont l'embouchure se situe dans l'océan Atlantique au niveau de la ville d'Étel et de celle de Plouhinec.

## Géographie

### Parcours
La rivière d'Étel prend sa source près du village de Penhoët, dans l'est de la commune de Languidic, dans le Morbihan, à environ 100 m d'altitude. Sous le nom de Rion, le cours d'eau se dirige tout d'abord vers l'ouest, jusqu'au sud de Languidic, puis oblique alors vers le sud ; il se nomme alors rivière du Pont-Roc'h.

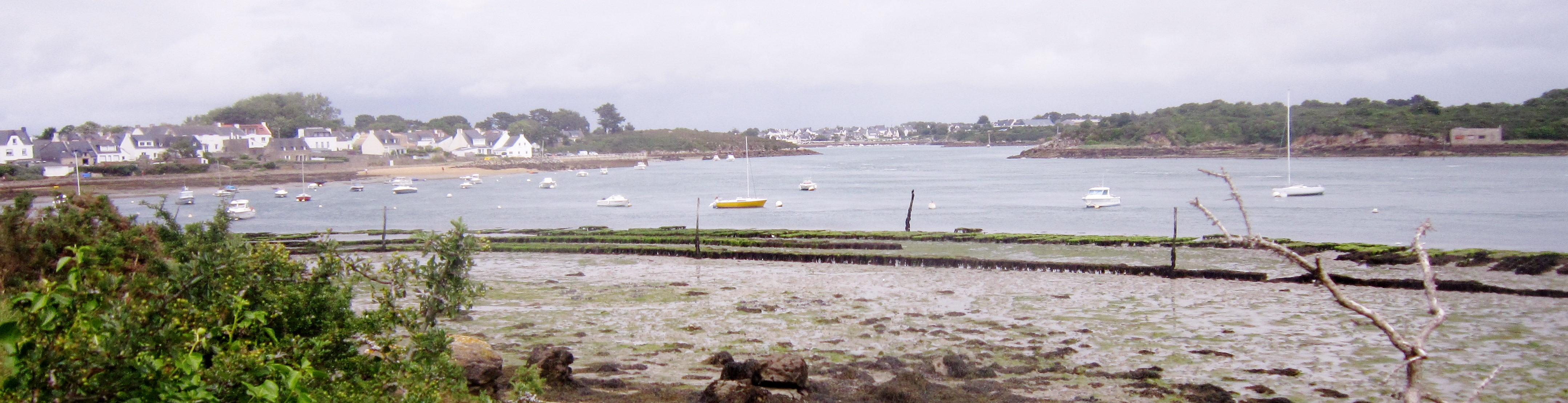
La rivière d'Étel vue depuis le nord de Mané Véchen : de gauche à droite Vieux Passage, l'oppidum de Mané Coh Castel (en Plouhinec), à l'arrière-plan au centre Pont-Lorois, à droite la pointe de Royanec (en Étel) ; au premier plan tables ostréicoles.

Au niveau de Nostang, la rivière s'élargit peu à peu et l'influence de la marée commence à se faire sentir. Peu après avoir rejoint la rivière de Landévant et le chenal du Ster en Istrec à Locoal, l'aber de la rivière débute : la rivière d'Étel s'élargit fortement au passage d'un axe synclinal formant une cuvette formée dans les schistes tendres briovériens, avant de se rétrécir au niveau du goulet du Pont Lorois (d'où le nom de "ria en bouteille" donné parfois). La rivière est franchie entre Belz et Plouhinec par le pont Lorois et se jette dans l'océan Atlantique après la ville d'Étel. Son embouchure est caractérisée par la barre d'Étel, un banc de sable à la position mouvante.

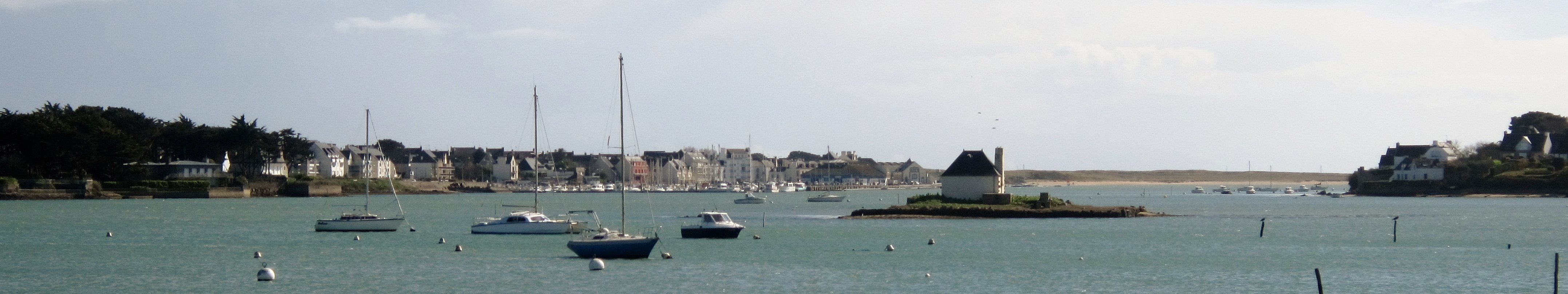
La ria d'Étel : vue vers l'aval depuis les environs de Mané Véchen : de gauche à droite le port et la ville d'Étel, l'îlot du Nohic et Le Magouër.

Au total, la rivière d'Étel mesure 35,1 km. Son aber recouvre 22 km2 et pénètre à l'intérieur des terres sur 15 km.

### Administration
Administrativement, la rivière d'Étel se situe entre les communautés d'agglomération du pays d'Auray et du pays de Lorient.

### Îles

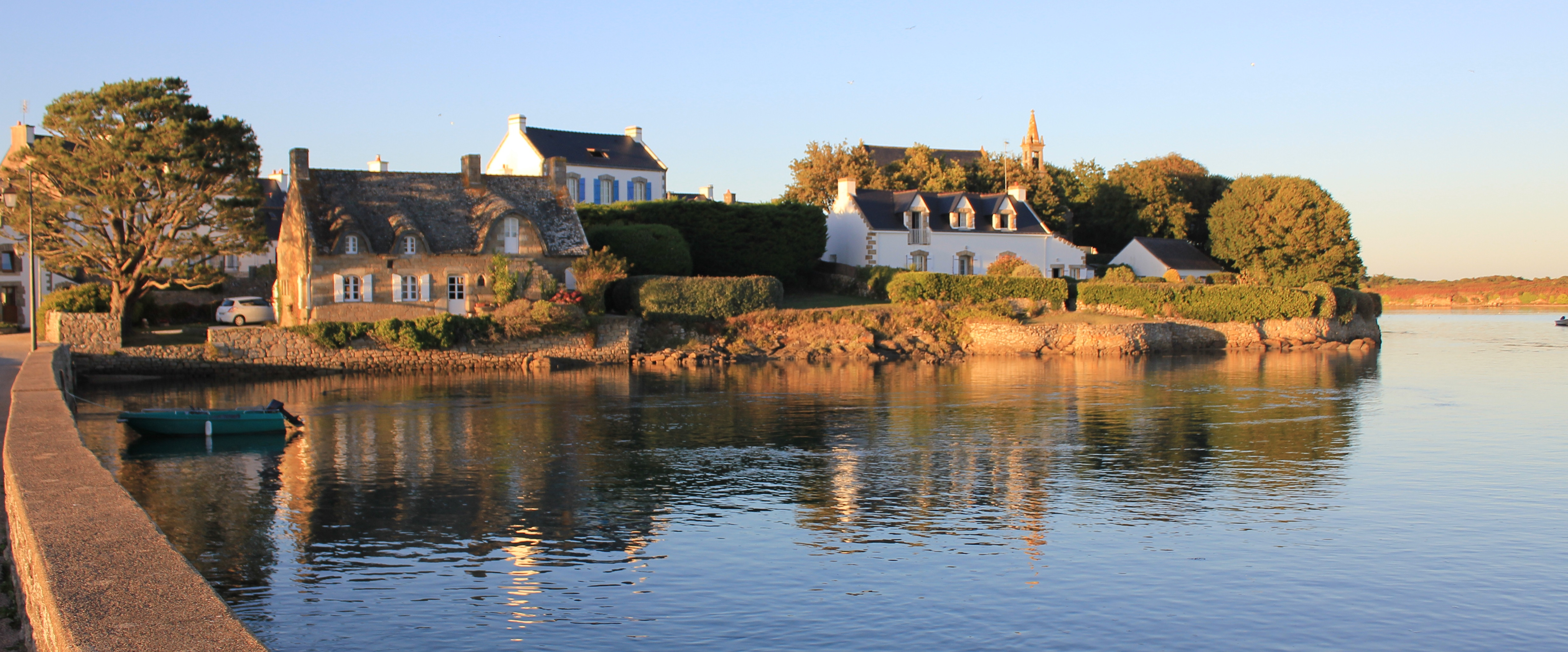
Île de Saint-Cado dans la rivière d'Étel avec sa chapelle romane du XIe siècle.

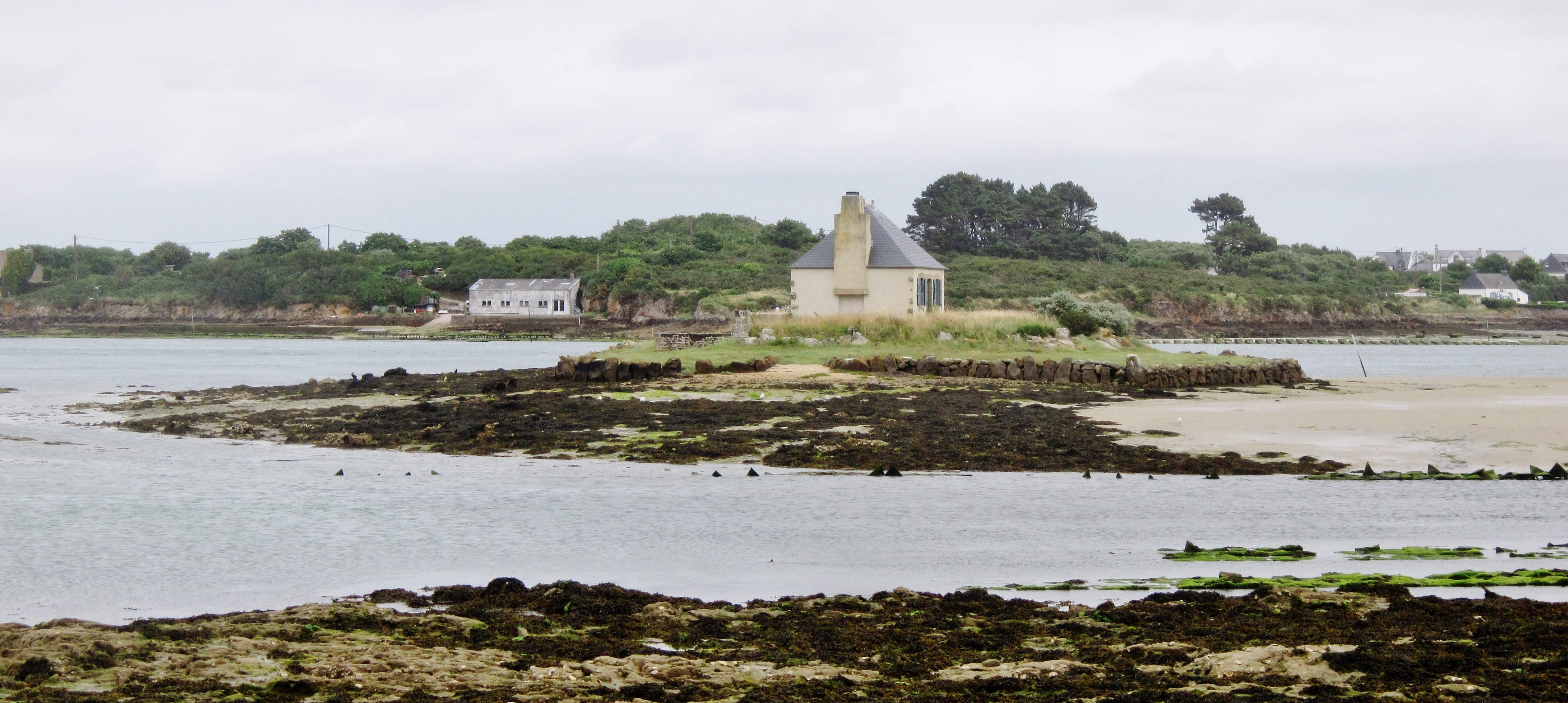
L'ilôt du Nohic vu du nord du Magouër à marée basse.

Au niveau de son aber, la rivière d'Étel est parsemée d'îles et d'îlots. Les principaux sont :
- Île de Saint-Cado
- Île de Niheu
- Île de Riec'h
- Île des Moines
- Île de Fandouillec
- Île du Petit Niheu
- Nichtarguér
- Iniz-Er-Mour
- Îlot du Nohic

## Hydrologie
La rivière d'Étel est rejointe par un petit affluent, la rivière du Sac'h (également orthographiée « Sach »), juste au nord de la ville d'Étel.
De violents courants parcourent la ria du fait d'importants volumes d'eau déplacés par les marées.

### Barre d'Étel

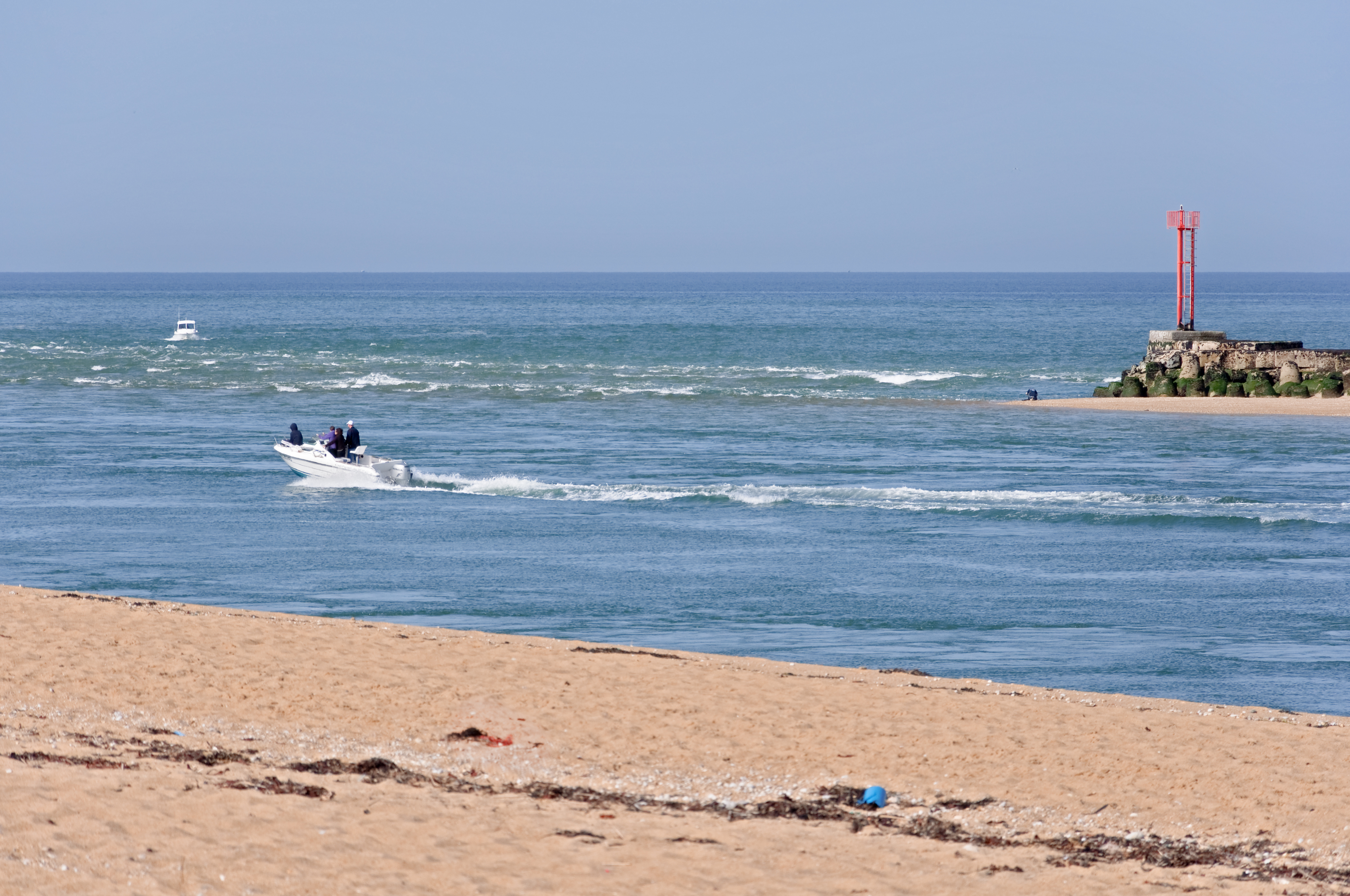
La barre d'Étel

À l'embouchure de la ria se trouve la barre d'Étel, un banc de sable sous-marin situé dans le prolongement des dunes de Plouhinec -Erdeven, formé par le croisement des courants et dont la position est variable. La Rivière d'Étel débouche sur une côte sablonneuse et basse qui est perpendiculaire à la houle dominante, ce qui entraîne la formation d'un banc de sable dénommé « barre » qui se présente comme une dune sous-marine en forme de barkhane, qui se découvre partiellement à marée basse.
Selon la légende, Brigitte, abbesse de Kildare (Irlande), aurait fait ériger une chapelle au Magouër, sur la rive droite de la Ria d'Étel, mais les habitants auraient jeté son effigie à la mer, ce qui aurait provoqué la colère de Brigit, laquelle, outrée, aurait rembarqué pour l'Irlande. Avant de quitter la ria, elle remplit ses mains d'une poignée de sable qu'elle jeta à la mer en franchissant la sortie de la ria, en disant « tant que le monde sera monde, on parlera ici de sainte Brigitte » ; c'est ainsi qu'aurait été créé le banc de sable qui obstrue l'entrée de la Rivière d'Étel. Selon une autre version de la légende, c'est une jeune blonde nommée Brigitte qui, à une date indéterminée, aurait été faite prisonnière par des pirates et qui, au moment d'être embarquée de force par eux, aurait jeté une poignée de sable et crié stang (banc de sable en breton) afin de protéger désormais les habitants des incursions étrangères, créant ainsi la barre d'Étel.
Les extractions de sable pratiquées notamment pour la construction du port de pêche de Lorient-Keroman à partir de la décennie 1920, puis par les Allemands pendant la Seconde Guerre mondiale, principalement pour la construction de la base sous-marine de Lorient et poursuivies par les entrepreneurs locaux de travaux publics jusque dans la décennie 1970 ont entraîné d'importants reculs du trait de côte et un élargissement important de l'embouchure, ce qui a accentué la dangerosité de la barre. Les premières protestations contre ces extractions de sable datent de 1931 ; en 1939 une délégation de marins se rend protester à la préfecture de Vannes : l'ingénieur en chef des Ponts et Chaussées reconnaît alors le bien-fondé des doléances des Étellois, reconnaissant qu'on avait enlevé en 20 ans de grandes quantités de sable, ce qui a contribué à étaler le sable restant et à diminuer la profondeur de la passe.
Cette barre rend la navigation difficile, voire impossible à certains moments par fort courant de jusant ou par vent contraire ; même par temps calme le danger demeure. La navigation de plus en plus importante dans la ria d'Étel entraîna la construction d'un mât Fénoux, constitué d'une cabane en pierres surmontée d'un mât sur lequel une flèche était actionnée à la main, mis en service au début de 1868 (lorsque la flèche est inclinée à droite ou à gauche, elle indique le côté de la passe que les bateaux doivent emprunter ; lorsqu'elle est à la verticale, elle indique le libre passage ; lorsqu'elle est en croix, elle indique que le franchissement de la passe est dangereux en raison des vagues déferlantes. Un pavillon rouge est hissé lorsque le passage est impossible car le risque d'échouage est trop grand.
Le 20 janvier 1943 les Allemands dynamitèrent le phare portant le sémaphore, qui fut remplacé par une simple tourelle en 1960. Un sémaphore civil (le sémaphore n'appartient pas à la Marine Nationale) est construit en 1960, côté Plouhinec, afin de guider en toute sécurité les marins vers l'entrée de la ria, la flèche rouge de l'ancien mât Fenoux étant alors replacée à mi-mât sur une mâture du sémaphore, guidant individuellement les bateaux embouquant la passe. Les indications de la flèche sont complétées par un contact radio VHF sur le canal 13 à partir de 1964.

#### Des conditions de mer périlleuses
La station de sauvetage en mer d'Étel porte secours aux marins en difficulté dans les conditions rendues plus périlleuses par la barre. Alfred Bertrand écrit en 1888 qu'« il ne se passe pas d'année que l'on ne signale plusieurs sinistres causés par la barre d'Étel ».
La liste exhaustive des naufrages survenus et des bateaux secourus s'allonge régulièrement et serait ici trop longue. En voici des exemples d'avant-guerre : 
- Le 30 juin 1887 la chaloupe Jeune-Lucie, montée par cinq hommes et un mousse, qui se rendait sur son lieu de pêche, chavire en franchissant la barre d'Étel ; le gardien du phare donna l'alerte et les hommes furent sauvés par le canot de sauvetage d'Étel[7].
- En 1889, le prix Prosper Giquel est attribué à l'équipage du canot de sauvetage d'Étel pour le sauvetage de deux hommes de l'équipage du sloop Étel, des six hommes de l'équipage de la chaloupe La Colombe[8].
- En 1892, le prix Thomassy est attribué à la station de sauvetage d'Étel pour le sauvetage de 18 hommes à bord des chaloupes de pêche V. B. le 18 août 1891, Belliqueuse le 30 novembre 1891 et Première le 21 mars 1892[9].
- Un autre prix, dit du commissaire de la Marine Adelson Cousin, est attribué à la station d'Étel pour avoir secouru le 14 mai 1898, avec son canot de sauvetage le Prosper-Giquel, une barque de pêche le Saint-Joseph échouée sur la barre d'Étel[10].
- Le 25 mars 1914, le dundee Alexandrine s'échoue à son tour au niveau de la barre d'Étel. L'équipage fut sauvé grâce à un système de va-et-vient[11].
- Le 7 mai 1937, le bateau de pêche La-Sœur-des-Quatre-Frères s'échoue aussi au niveau de la barre d'Étel. L'équipage est sauvé par le canot de sauvetage d'Étel (patron Le Floch), qui avait déjà secouru deux autres bateaux la même année, les 11 mars et 26 avril 1937[12].
- Le 16 janvier 1938, l'équipage du dundee Peau-d'Âne est sauvé grâce à un système de lance-amarres[13].

L'engagement des sauveteurs s'est parfois soldé par une issue tragique. Quelques illustrations en témoignent :
- Le 3 octobre 1958, un drame cause la mort de 9 personnes lors d'une expédition organisée par Alain Bombard en vue de tester un nouveau type de radeau de survie. Un rouleau provoqué par la barre retourne l'embarcation, puis le canot de sauvetage Vice-Amiral Schwerer II venu à son secours. Quatre personnes périrent parmi les occupants du radeau de survie, cinq parmi les sauveteurs, dont Émile Daniel, patron du canot[14].
- En janvier 1960, la pinasse Souriante s'échoue sur la barre. L'hélicoptère de la protection civile s'abîme en mer, entraînant le décès du pilote et du mécanicien[15].

C'est dans ce contexte éprouvant que l'inventeur-surfer basque Georges Hennebutte y testera en 1967 avec succès un canot de sauvetage côtier de sa création, un des tout premiers pneumatiques semi-rigides, nommé L'espadon. Il sera longtemps utilisé par les postes de secours SNSM de la côte landaise avant la généralisation des motomarines de sauvetage.

## Écosystème
Les abers sont souvent des écosystèmes remarquables, notamment du fait du mélange de l'eau saumâtre avec l'eau douce à marée haute. C'est le cas de la rivière d'Étel qui abrite une flore et une faune remarquables. La partie marécageuse située à son extrémité nord (ainsi que, depuis 2008, la partie sud jusqu'à l'embouchure) est une zone protégée, sur 1 823 ha, dans le cadre du réseau Natura 2000.
Les eaux de la baie sont riches en poissons et coquillages, tandis que ses rives abritent de nombreuses espèces d'oiseaux marins (hérons, canards,cygnes, cormorans)…

## Exploitation économique
L'élevage des huîtres a commencé dans les années 1890 avec l'arrivée du chemin de fer. Il s'agissait tout d'abord uniquement d'huîtres plates, puis à partir de la fin des années 1940, commença l'élevage d'huîtres creuses d'origine portugaise. L'huître creuse japonaise sera introduite en 1970, après l'épizootie de 1970.
Il y a actuellement 75 entreprises de conchyliculture dans la ria, pour la plupart familiales, qui produisent environ 3 000 tonnes d'huîtres par an.

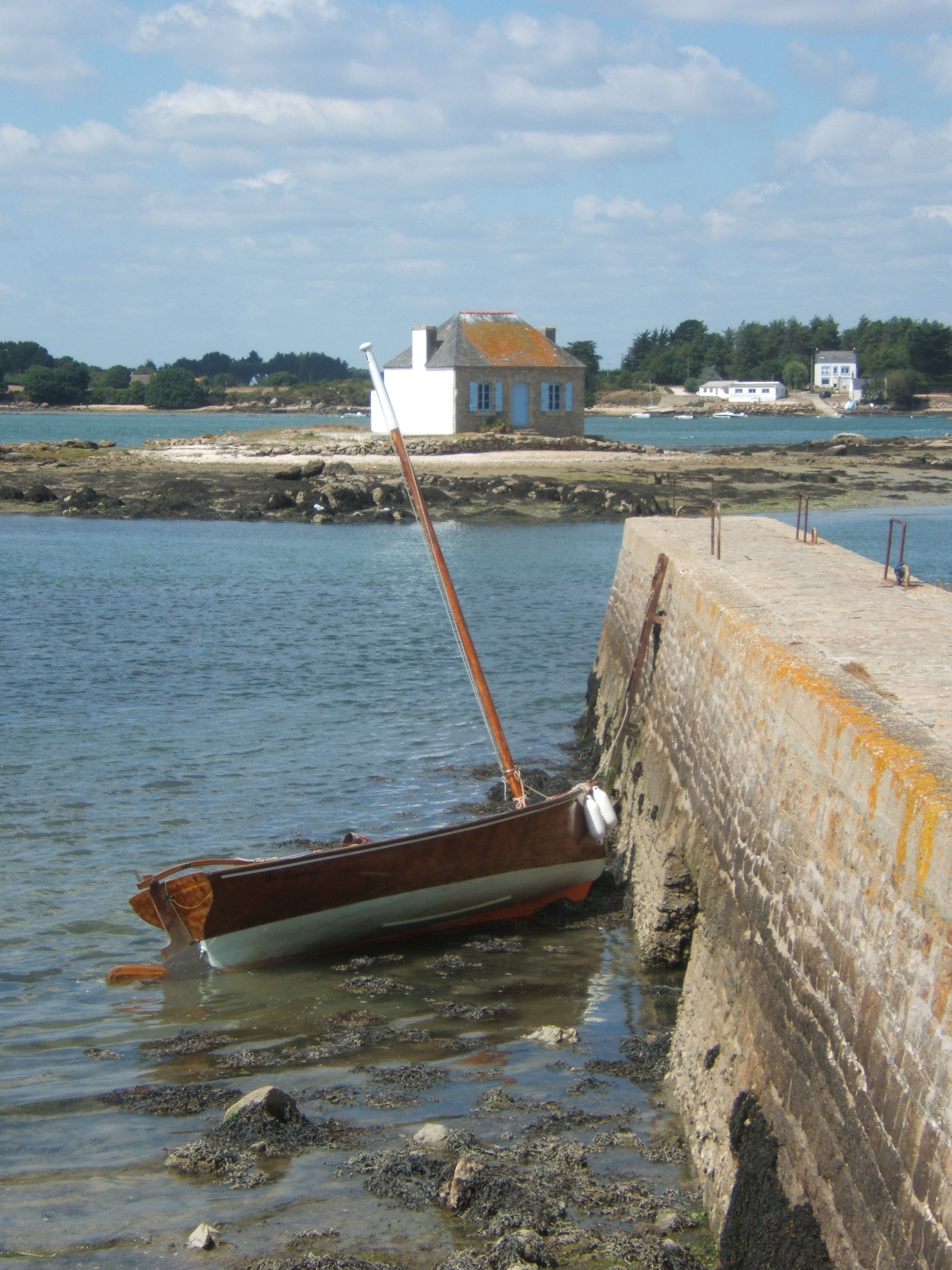
Îlot de Nichtarguér en face de Saint-Cado dans la rivière d'Étel.
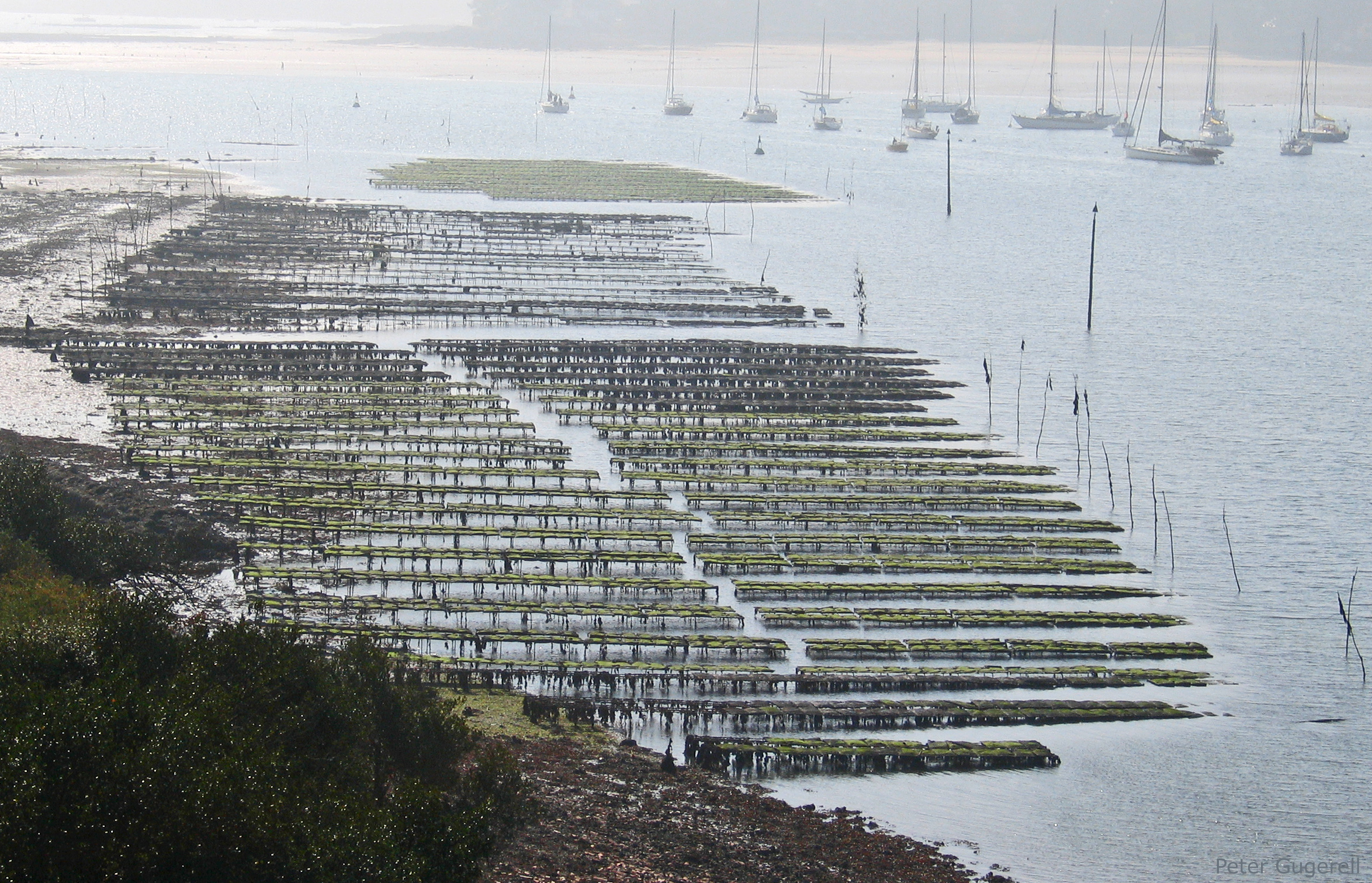
Parc à huîtres dans la rivière d'Étel.

## Ouvrages

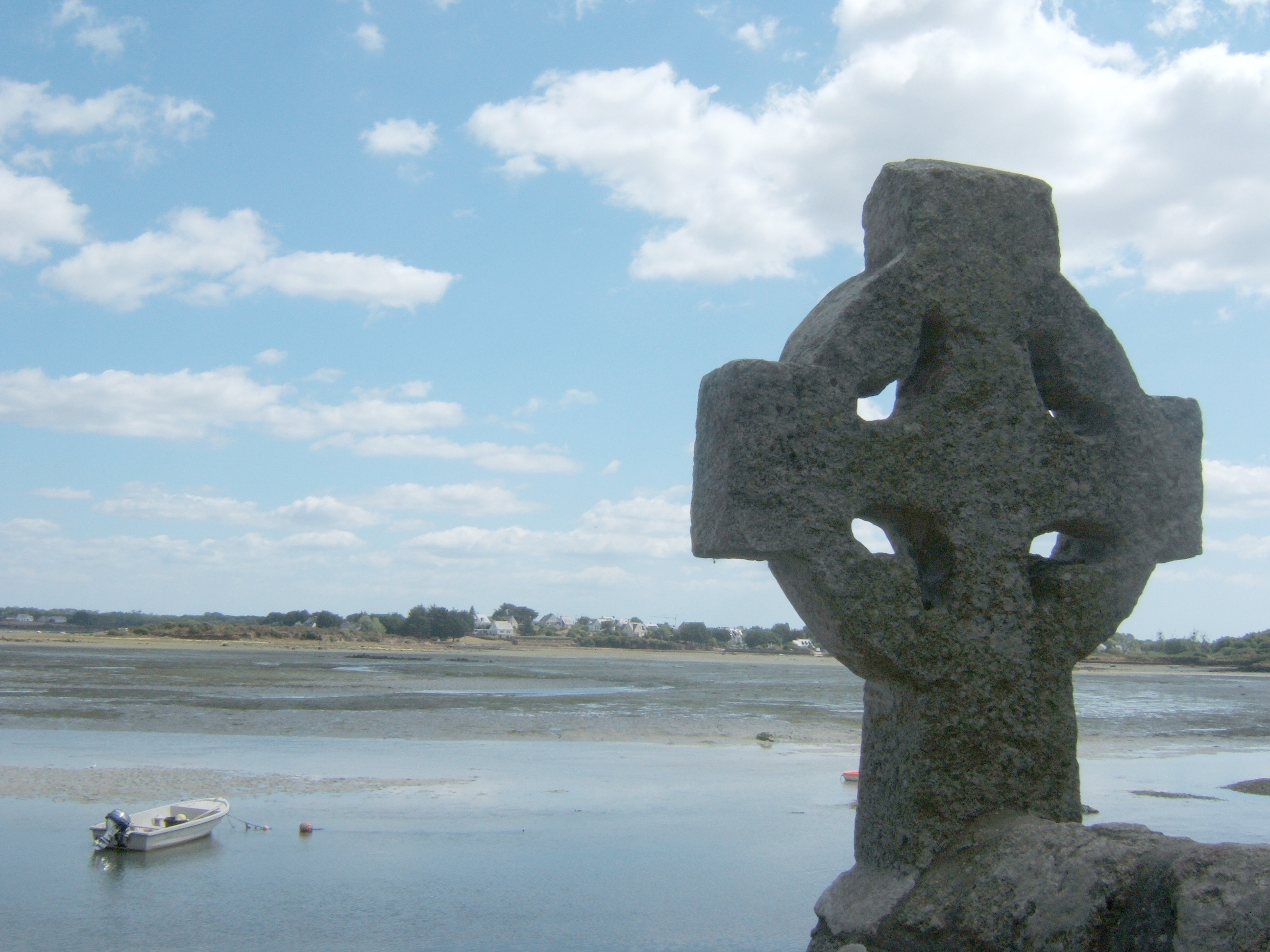
Croix celtique en granit à Saint-Cado.

Un ensemble mégalithique de 3 000 m2 a été découvert en 2006 sur le site de Kerdruelland à Belz, en bordure de la rivière, par une équipe de l'Inrap (Institut national de recherches archéologiques préventives).
Une chapelle du XIe siècle est située sur l'île de Saint-Cado.
Un seul pont traverse la ria d'Étel, il s'agit d'un pont suspendu nommé « Pont-Lorois » situé dans la partie sud et qui relie les villages de Kergo et Kergouric (commune de Plouhinec). La voie de circulation routière sur ce pont est la route départementale D781.
Ce pont en a remplacé un autre qui avait été détruit par une tempête en 1895.

### Vidéographie
- La Barre (Étel, 1958), documentaire de télévision de 52 min de Jean-François Pahun (2008), format HDCAM, coproduction Sundeck Films (56370 Locmiquélic) et France 3 Ouest
- Les Perles du Morbihan : Étel, les Gens de la ria, documentaire de télévision diffusé dans le cadre de l'émission Thalassa sur France 3 le 15/05/2015